# オフィシャル・シークレット
『オフィシャル・シークレット』（原題:Official Secrets）は2019年に公開された米英合作のドキュメンタリードラマ映画である。監督はギャヴィン・フッド、主演はキーラ・ナイトレイが務めた。本作はマルシア・ミッチェルとトーマス・ミッチェルが2008年に上梓したノンフィクション『The Spy Who Tried to Stop a War』を原作としている。

## 概略
2003年、キャサリン・ガンはイギリスの政府通信本部の職員として働いていた。そんなある日、キャサリンはアメリカとイギリスが秘密裏に行っていた工作に関するメールを入手した。両国は国連の安保理でイラクに対する軍事制裁を決議しようとしていたが、そのためには非常任理事国からも賛成票を集める必要があった。アメリカはイギリスの諜報機関の力を借りて、非常任理事国の動向を把握すべく通信を傍受していたのであった。
キャサリンはイラク戦争を不当な戦争だと認識していたため、この裏工作をどうしても看過することができず、やむなくメモ書きを報道機関にリークすることにした。その事実を突き止めた政府はキャサリンを「裏切り者」として告発し、法の裁きを受けさせようとするのだった。

## キャスト
左：俳優名、右：役名
- キーラ・ナイトレイ - キャサリン・ガン
- マット・スミス - マーティン・ブライト
- リス・エヴァンス - エド・ヴリアミー
- マシュー・グード - ピーター・ボーモント
- アダム・バクリ - ヤーサー・ガン
- インディラ・ヴァルマ - シャミ・チャクラバルティ
- レイフ・ファインズ - ベン・エマーソン
- コンリース・ヒル - ロジャー・アルトン
- タムシン・グレイグ - エリザベス・ウィルムシャースト
- ハティ・モラハン - イヴォンヌ・リドリー
- レイ・パンサキ - カマル・アフメッド
- アンガス・ライト - マーク・エリソン
- クリス・ラーキン - ナイジェル・H・ジョーンズ
- モニカ・ドラン - フィオナ・バイゲート
- ジャック・ファーシング - アンディ・ダンフリース
- クリーヴ・フランシス - ニック・ウィルキンソン
- ジョン・ヘファーナン - ジェームズ・ウェルチ
- ケネス・クラナム - ハイアム
- ダレル・ドシルヴァ - チリの駐英大使
- ジャニー・ディー - ジャン・クレメンツ
- マイアンナ・バーリング - ジャスミン
- クリス・ライリー - ジェリー
- ショーン・ドゥーリー - ジョン
- ピーター・ギネス - タンタン
- ハナコ・フットマン - ニコール

## 製作
2016年1月26日、ハリソン・フォードとアンソニー・ホプキンスが本作に出演するとの報道があった。2月中旬、タハール・ラヒムとジリアン・アンダーソンの出演が決まった。ところが、本作の主要撮影は一向に始まらなかった。2017年3月1日、アンダーソンは「本作の企画がどうなっているのか何も知らない」という主旨の発言をした。
2018年1月16日、本作の企画が再度立ち上がったとの報道があった。2月12日、キーラ・ナイトレイとマット・スミスの出演が決まったと報じられた。3月8日、レイフ・ファインズがキャスト入りした。14日、本作の主要撮影がウェスト・ヨークシャーのボストン・スパで始まった。15日、インディラ・ヴァルマ、コンリース・ヒル、タムシン・グレイグの出演が決まったとの報道があった。7月10日、ポール・ヘプカーとマーク・キリアンが本作で使用される楽曲を手掛けることになったと報じられた。

## 公開・マーケティング
2019年1月28日、本作はサンダンス映画祭でプレミア上映された。2月2日、IFCフィルムズが本作の全米配給権を購入したとの報道があった。6月27日、本作のオフィシャル・トレイラーが公開された。
当初、本作は2019年8月23日に全米公開される予定だったが、後に公開日は同年8月30日に延期された。また、本作は2020年5月22日に日本で公開される予定だったが、新型コロナウイルスの流行が拡大していることを受けて、4月23日、配給元の東北新社は本作の公開延期を発表した。

## 評価
本作は批評家から好意的に評価されている。映画批評集積サイトのRotten Tomatoesには156件のレビューがあり、批評家支持率は83%、平均点は10点満点で6.9点となっている。サイト側による批評家の見解の要約は「意義深いメッセージが込められていることは明白だが、『オフィシャル・シークレット』のストーリー構造には既視感を覚える。しかし、キーラ・ナイトレイのパワフルな演技のお陰で、良作に仕上がっている。」となっている。また、Metacriticには28件のレビューがあり、加重平均値は63/100となっている。